# Psichiatria fenomenologica
La psichiatria fenomenologica è quella corrente che, più di tutte, nel corso del Novecento fino a oggi, ha cercato di intrecciare un rapporto stretto, vitale e costitutivo con la filosofia, in particolare quella di Edmund Husserl e quella di Martin Heidegger. In tal senso, essa “ha come oggetto [non] il cervello ma [...] un soggetto, una persona, analizzata e descritta nelle sue emozioni, nei suoi pensieri, nelle sue fantasie, nelle sue immaginazioni: nei suoi modi di essere che non si identificano nel comportamento ma nei significati che si esprimono in ogni singolo comportamento”. Per gli psicologi che si rifanno a questa visione, diventa importante operare quel ribaltamento di prospettiva per cui si realizzi l'auspicio ribadito da E. Minkowski: “Se finora la psicologia si è svolta in prima persona o in terza persona, è tempo che essa diventi una psicologia in seconda persona, perché il tu ci mette in presenza dell'umanamente comune”.
I principali esponenti internazionali di questa scuola psichiatrica sono stati Karl Jaspers, Ludwig Binswanger, Eugène Minkowski, Medard Boss, Erwin Straus, Viktor Emil von Gebsattel, Kurt Scheinder, Roland Kuhn, Wolfgang Blankenburg.

## Uno sguardo storico
Per capire più a fondo che cos'è la prospettiva psichiatrica fenomenologica, occorre muovere dalla considerazione della psichiatria come essa si è venuta delineando nel corso del XIX secolo, ossia come scienza che mette al centro delle sue considerazioni le funzioni biologiche dell'organismo (in particolare del cervello) del "malato di mente".

### Oltre la psichiatria organicista
La psichiatria positivista ottocentesca (psichiatria organicista), infatti, che si sviluppa come disciplina autonoma a partire dalla fine del Settecento per iniziativa soprattutto del medico francese Philippe Pinel, nasce come teorizzazione scientifica che interpreta la follia come fosse una malattia organica del corpo (e perciò da curare a opera del medico in un luogo appropriato, quale il manicomio). Nel suo porsi come disciplina scientifica, essa modella il suo metodo sull'esempio delle scienze naturali; il fatto è che “nelle scienze naturali noi cerchiamo di afferrare soltanto un tipo di relazioni: le relazioni di causalità. Mediante l'osservazione, la sperimentazione o la raccolta di molti casi cerchiamo poi di trovare le regole dell'evento. A un livello più alto rinveniamo inoltre anche delle leggi che possiamo esprimere in formule matematiche”.
Lo psichiatra organicista, in quanto osservatore che vuole essere neutrale, per poter garantire l'oggettività della sua osservazione, si rifà ad un metodo clinico, analizzando il folle in quanto malato di una malattia che riguarda solamente, come si è detto, una disfunzionalità dell'organo cerebrale, in connessione con l'organismo nel suo insieme. Si tratta dello studio cosiddetto “nosografico”, ossia di classificazione dei disturbi mentali (un esempio ne è il DSM-IV, ossia il Manuale diagnostico e statistico dei disturbi mentali, pubblicato dall'Associazione Psichiatrica Americana, al quale numerosi esperti con competenze, orientamenti e nazionalità diverse collaborano per definire le varie categorie diagnostiche).
Il metodo scientifico naturalistico ha però un grosso limite: non può concepire lo psichico, poiché lo statuto anonimo e meccanicistico dei modelli neuroscientifici che lo sostanziano non permetteranno mai di capire il vissuto del singolo paziente. Inoltre, l'indagine neuroscientifica non produce modelli globali del sistema nervoso ma produce, come ogni altra scienza, dei dati che vengono di volta in volta presi a conferma del modello di sistema nervoso che si vuol sostenere.
Per far fronte a queste grosse deficienze della psichiatria organicista di matrice positivista si è sentita, a partire dai primi anni del ‘900, l'esigenza di un metodo nuovo: nell'interrogarsi da un lato sull'uomo in generale e dall'altro sul singolo uomo malato di mente, un ruolo fondamentale lo ha giocato quella psichiatria che, nel corso del novecento - come si è detto - di più ha cercato di stringere un rapporto con la filosofia. In effetti, il contributo che la riflessione filosofica ha saputo dare alla psichiatria è stato quello di aiutarla a superare il paradigma organicista (oggi si direbbe “biomedico”) e di provare a porsi nei confronti del paziente nell'ottica del paradigma che oggi viene detto bio-psicosociale. In questo nuovo paradigma i fattori biologici, psicologici e sociali interagiscono, in diversa misura, a causare l'insorgenza dei disturbi nei singoli soggetti; soggetti visti innanzitutto come uomini (non come insieme di sintomi connessi a delineare un certo quadro clinico), interpretando così il loro reale modo-di-stare-al-mondo.

### La riflessione di Wilhelm Dilthey
Il primo passo verso il superamento del riduzionismo fisicalista del periodo di egemonia culturale del positivismo (che comincia a declinare a partire dall'ultimo decennio del XIX secolo) viene compiuto grazie alla riflessione di Wilhelm Dilthey.
Dilthey, in aperta rottura con la concezione positivista, delinea l'impossibilità di una scienza psicologica fondata sui principi metodologici della scienza della natura: la psicologia (e con essa la psichiatria), infatti, per Dilthey è una di quelle Geisteswissenschaften (scienze umane) che non possono essere subordinate e ricondotte alle scienze della natura, il cui modello esplicativo (volto alla spiegazione dei fenomeni) si rivela del tutto inadeguato alla autentica comprensione della vita psichica. È la distinzione fra spiegare e comprendere, così caratteristica della filosofia di Dilthey. Secondo lo studioso tedesco occorre comprendere la vita psicologica dei nostri simili dall'interno, giacché è propriamente umano immedesimarsi solo in ciò che è stato provato con l'esperienza e che, per questo, richiede metodi di validazione diversi da quelli propri delle scienze della natura. È grazie a Dilthey, quindi, che si inizia a porsi il problema di ripensare l'uomo (e, contestualmente, l'uomo malato di mente) superando l'approccio e l'antropologia positivisti.

### La fenomenologia soggettiva di Jaspers
Il discorso di Dilthey viene ripreso nella sua fondamentale profondità da Karl Jaspers nel 1913 con la sua Allgemeine Psycopathologie, destinata a restare come una pietra miliare nell'ambito degli studi psichiatrici. In questo libro Jaspers tenta di elaborare una comprensione che porti lo psichiatra verso un modo di porsi diverso di fronte alla follia e alle sue manifestazioni. Cerca per questo di delineare un metodo nuovo che permetta alla psichiatria di costruirsi come discorso rigoroso, pur staccandosi dal metodo scientifico tipico delle scienze naturali: il metodo fenomenologico.
L'oggetto della psichiatria, per la fenomenologia, non è più il cervello ma la vita interiore (la soggettività) dei pazienti. “L'indagine fenomenologica ha il compito di rendere presenti ed evidenti di per sé gli stati d'animo che i malati sperimentano, e astenersi da tutte le teorie che trascendono la pura descrizione”. In tal senso “nella psichiatria fenomenologica la conoscenza si realizza solo mediante modelli psicologici che sono costituiti dalla introspezione (dalla capacità di analizzare e di sondare gli stati psichici, interiori, soggettivi) e dalla immedesimazione (dalla capacità di immergersi negli stati psichici degli altri-da-noi). [...] Se non conosco, se non intuisco, se non partecipo emozionalmente della vita interiore dell'altro, non mi sarà possibile conoscere cosa realmente una persona (un paziente) prova e cosa induce una condizione di sofferenza, o di disperazione”.
All'interno di questa prospettiva, però, Jaspers avverte continuamente che noi non possiamo afferrare concettualmente la totalità dell'uomo, ma possiamo riuscire soltanto ad enumerare (sempre e soltanto nella nostra propria esperienza a contatto con il malato) una più o meno grande quantità di particolari. Lo psichiatra potrà anche immedesimarsi - e quindi esperire un complesso di significati - ma non sarà in grado di afferrarli concettualmente nella loro interezza e quindi perderà parti delle informazioni necessarie.
Risulta perciò un'alternativa - quella di Jaspers - alle correnti positiviste dell'Ottocento, che si delinea come una fenomenologia solo soggettiva: essa infatti “si limita a confrontarsi con […] le esperienze soggettive (normali o patologiche) di una persona, escludendo, con questo, che la psichiatria possa consegnare significati alle esperienze psicotiche che non possono essere rivissute da ciascuno di noi, quando non sia immerso in esse”, cosa che accade, in generale, nel caso delle psicosi, quando le allucinazioni e i deliri “allontanano” in maniera apparentemente invalicabile l'esperienza del malato, da quella dello psichiatra (sano).

### La fenomenologia oggettiva di Binswanger
Sarà proprio il tentativo di superare il limite dell'impostazione jaspersiana che muoverà Ludwig Binswanger nell'impresa di costruire una psichiatria come “antropologia fenomenologica” che diventi fenomenologia oggettiva e non più solo soggettiva. I riferimenti teorici sono principalmente Edmund Husserl e Martin Heidegger. Infatti, in Binswanger “il metodo è fenomenologico (in senso husserliano) e l'oggetto della indagine è la condizione umana nella sua problematicità e nella sua ineffabilità” così come sottolineato da Heidegger.
Il nucleo centrale dell'impostazione teorica binswangeriana sta nell'idea secondo la quale esiste la possibilità di comprendere tanto il malato di mente, quanto la persona “sana” come appartenenti allo stesso mondo, pur se con strutture e modelli di comportamento certamente diversi. In tal senso le esperienze psicotiche sono da giudicare come distorte modalità di "essere-nel-mondo" e non come luogo del non-senso e dell'incomprensibile: “non più considerate come anarchiche aggregazioni sintomatologiche ma come disturbi della comunicazione, e ricondotte [...] nella loro costituzione fenomenologica al loro vivere «in un mondo diverso» da quello che è il nostro mondo della quotidianità e della banalità”. La fenomenologia, per Binswanger, concepisce insomma la follia come intenzionalità significante: il suo lavoro consiste nel “chiarire gli aspetti e le declinazioni di tale intenzionalità arrivando, per questa via, a portare la ‘comprensione’ fin nelle profondità del delirio e dell'autismo”. Per questo essa non deve fermarsi alla semplice descrizione dei “mondi” dei malati mentali, ma deve esaminare le loro diverse peculiarità, le loro strutture e differenze costitutive.
La fenomenologia di Binswanger viene denominata “oggettiva” proprio perché con il termine “oggettivo”, si vuole intendere l'impegno di cogliere il folle nella sua dimensione trascendente, in modo che, husserlianamente, dai “dati di fatto” si possa risalire alle essenze, e così fondare un metodo con una base scientifica nel quale le esperienze psicotiche acquistano significato e orizzonti di senso.

## In Italia
In Italia, oltre agli storici “apripista” Danilo Cargnello, Bruno Callieri, Franco Basaglia, Eugenio Borgna, Sergio Piro e Umberto Galimberti, sono importanti molti fra i nomi degli psichiatri raccolti nella Società Italiana per la Psicopatologia Fenomenologica nonché collaboratori della rivista Comprendre (Caporedattore Gilberto Di Petta, Vice Caporedattore Paolo Colavero), fra cui:  Enzo Agresti, Andrea Carlo Ballerini, Arnaldo Ballerini, Ferdinando Barison, Lorenzo Calvi, Lodovico Cappellari, Riccardo Dalle Luche, Luciano Del Pistoia, Gilberto Di Petta, Giampaolo Di Piazza, Filippo Ferro, Alberto Gaston, Carlo Gentili, Ferruccio Giacanelli, Aldo Giannini, Giovanni Gozzetti, Carlo Maggini, Mario Rossi Monti, Giovanni Enrico Morselli, Clara Muscatello, Fausto Petrella, Paolo Scudellari, Giovanni Stanghellini, Paolo Verri .